# Keesje Brijde
Cornelis (Keesje) Brijde (Amsterdam, 1 september 1931 - Amsterdam, 13 december 1944) was een Amsterdamse jongen die op dertienjarige leeftijd werd doodgeschoten terwijl hij in de hongerwinter kolen zocht in de Rietlanden.

## Jeugd
Keesje werd geboren als zoon van Jacob Brijde (1888-1975) en diens tweede vrouw Jansje Zwaneveld (1896-1968). Hij groeide op als negende kind uit een gezin van twaalf kinderen, eerst in het Zeeburgerdorp en vanaf 1935 in de Benkoelenstraat in de Indische Buurt.
In de koude winter van 1944, bekend als ('de hongerwinter') gingen de bewoners van aangrenzende buurten in het Oostelijk Havengebied op zoek naar voedsel en brandstof. Daar lagen brandbare sintels van oude stoomlocomotieven en kolen van de vroegere kolenoverslag. Het terrein was door de Duitse bezetter tot verboden terrein ('Sperrgebiet') verklaard en werd bewaakt. Op 13 december 1944 ging Keesje samen met zijn vriend Floris Goulooze op strooptocht in de Rietlanden, waar hij werd neergeschoten. De jongen werd nog naar het Onze Lieve Vrouwe Gasthuis gebracht, maar de kogel die hem in de hals trof werd hem fataal. Hij werd op 19 december op de Nieuwe Oosterbegraafplaats begraven.

## Schutter
Wie Keesje heeft neergeschoten is onduidelijk. Lange tijd werd verondersteld dat een lid van Grüne Polizei of een Nederlandse NSB'er de schutter was. In april 2010 ontving het Zeeburg Nieuws een email van 'H.K.'. Deze meldde er als kind getuige van te zijn geweest dat een Nederlandse Landwachter Keesje neerschoot. Ook het communistische dagblad De Waarheid schreef op 19 mei 1947 al dat een landwachter de dood van Keesje op zijn geweten had.

## Eerbetoon
Na de oorlog kwam tweemaal een permanent eerbetoon tot stand:
- het Monument voor Keesje Brijde (1954), waar jaarlijks een herdenkingsdienst wordt gehouden
- vernoeming van een plantsoen naar hem (1996).

### Keesje Brijdeplantsoen
Keesje Brijdeplantsoen is een stadsparkje op het schiereiland Sporenburg in het Oostelijk Havengebied. Het parkje doorsnijdt diagonaal het stratenpatroon. Er staan tal van woningen aan het plantsoen, daarvan dragen slechts vier het als adres (10, 12, 14 en 16).Stadsdeel Zeeburg gaf het op 27 november 1996 haar naam. De straatnamencommissie gaf aanvankelijk als naam Kees Brijdeplantsoen; dit werd later gewijzigd in Keesje Brijdeplantsoen om de tragiek van een in de knop gebroken leven aan te geven.

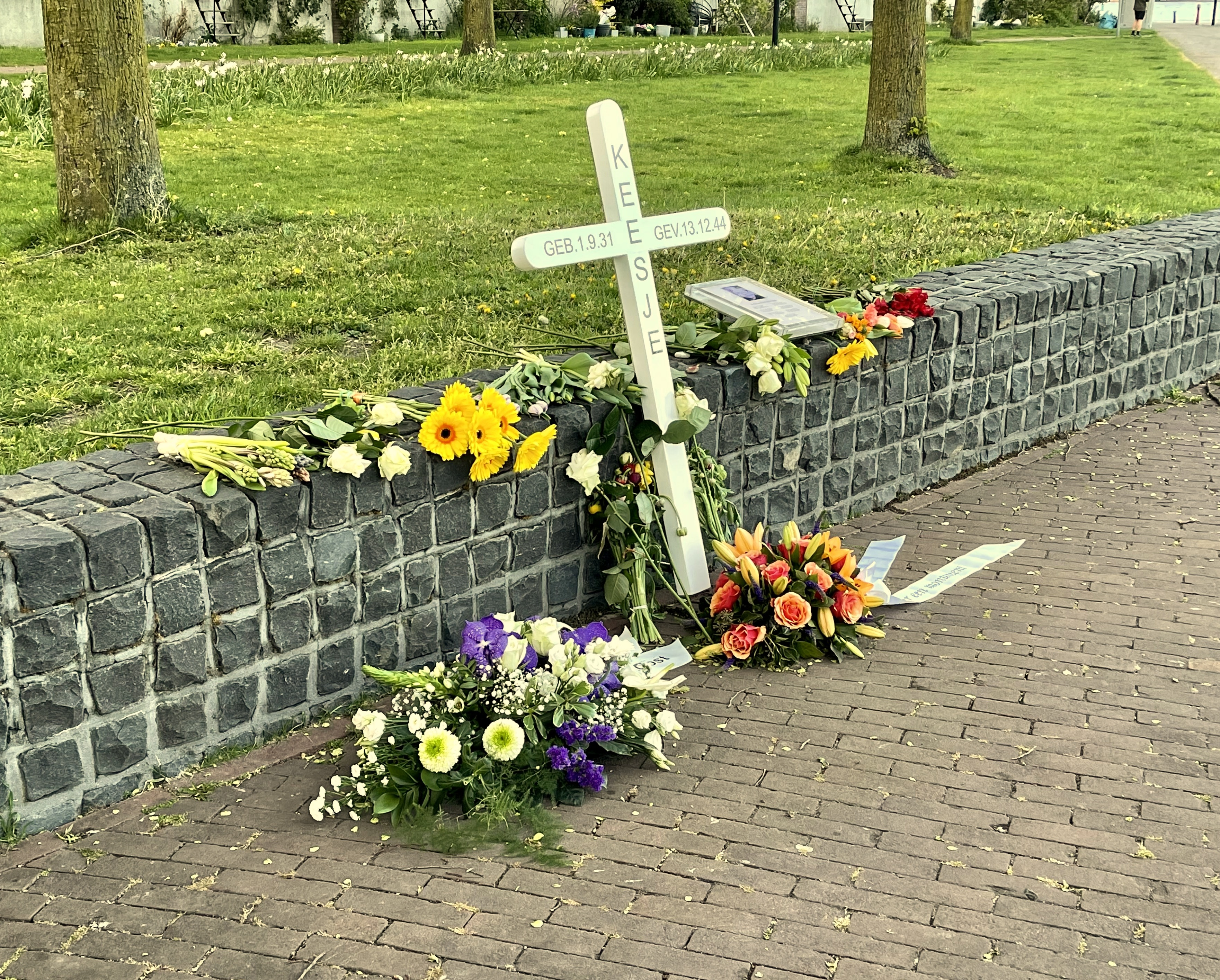
Bloemenhulde bij monument (mei 2021)

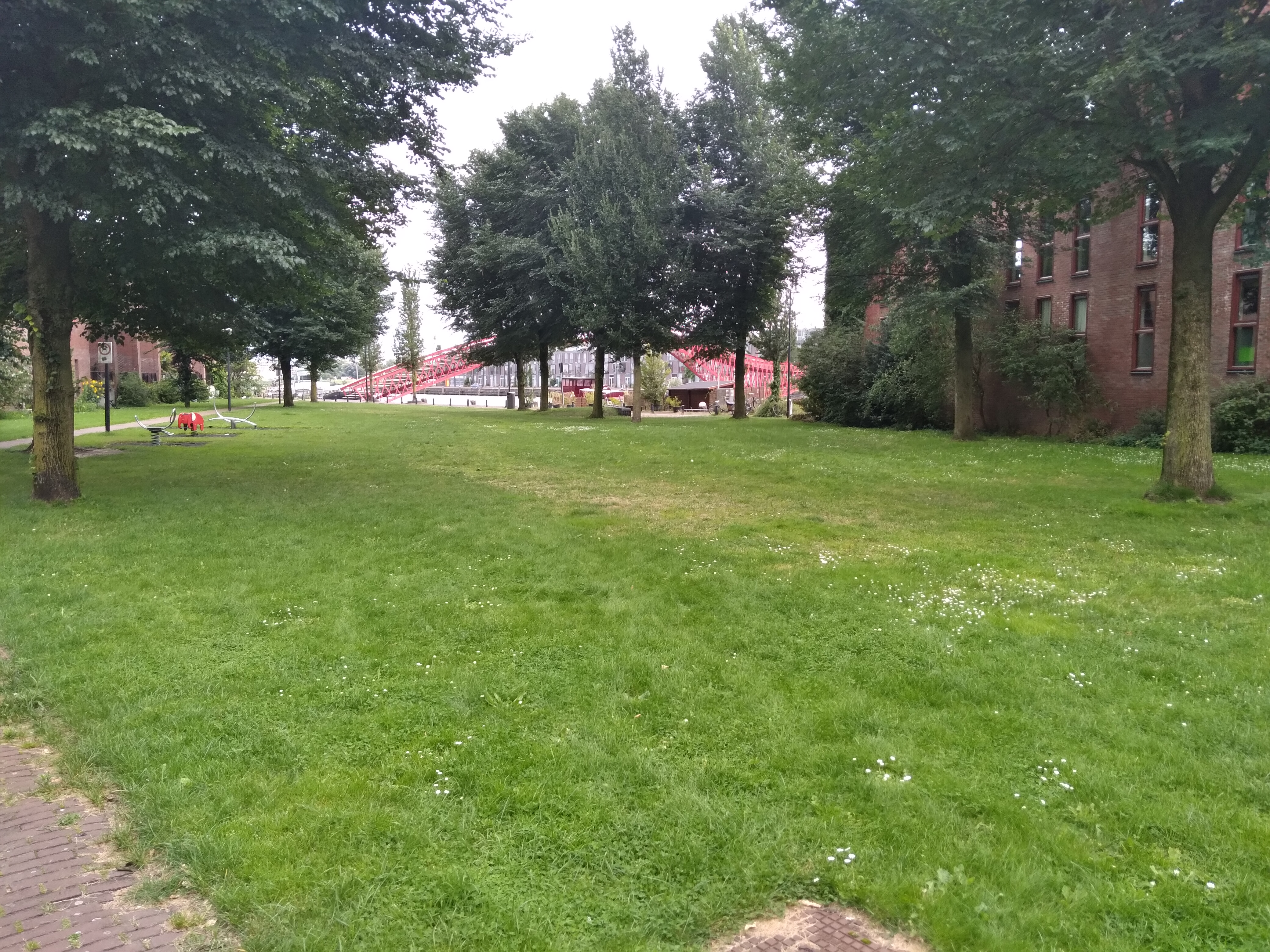
Keesje Brijdeplantsoen (augustus 2021)